# Nucleareurope
Nucleareurope  (früher Europäisches Atomforum kurz FORATOM)  ist der Branchenverband der europäischen Kernenergie-Wirtschaft. Der Verband betreibt auf EU-Ebene  Lobbyismus und Werbung für die Belange der Mitgliedsunternehmen. Daneben leistet das Forum Informations- und Öffentlichkeitsarbeit für die Nutzung der Kernenergie.
Der Verband wurde 1960 gegründet, hatte seinen Sitz zunächst in Paris, wechselte 1975 nach London und schließlich 1990 nach Brüssel. Hier hat Nucleareurope seine Geschäftsräume im selben Gebäude wie die Europäische Nukleargesellschaft (European Nuclear Society), mit der auch inhaltlich eine enge Zusammenarbeit besteht.
Nucleareurope unterhält seit Jahrzehnten enge Beziehungen zur Internationalen Atomenergie-Organisation. Diese Kooperation wurde im März 2012 in einem Abkommen weiter intensiviert.

## Mitglieder
Die Mitglieder kommen aus 18 nationalen Verbänden europäischer Staaten. Insgesamt vertritt der Verband rund 800 Unternehmen, größtenteils Betreiber, Zulieferer oder Dienstleister von Kernkraftwerken und anderen kerntechnischen Anlagen. 
Zu den größten Mitgliedern zählen unter anderem EdF und Areva aus Frankreich, BNFL und British Energy aus Großbritannien, RWE, E.ON und EnBW aus Deutschland, Endesa und Enusa aus Spanien, des Weiteren Vattenfall, Axpo, Electrabel, Urenco, ČEZ, TVO, Nuclearelectrica und Slovenské elektrárne.